# 地字种畜场
地字种畜场是中华人民共和国吉林省松原市乾安县下辖的一个类似乡级单位。

## 行政区划
下辖以下地区：
地字种畜场虚拟生活区。